# الوانگان
شهر الوانگان در ایالت بادن-وورتمبرگ در کشور آلمان واقع شده است.